# IQプロジェクト研究生
IQプロジェクト研究生（あいきゅうプロジェクトけんきゅうせい、IQP研究生）は、福岡県を拠点に活動している、日本の女性ローカルアイドルグループ。別名: BudLaB（バドラブ）。IQプロジェクト（Uniiique系列）所属。

## 概要・略歴

### ジョブ・ネット研究生時代（2014年秋 - 2018年春）
福岡県を拠点とする女性アイドルグループ「LinQ」(リンク）の活動などで知られるプロダクション『ジョブ・ネット』が2014年秋、次世代のタレント発掘・育成の目的で「ジョブ・ネット研究生」部門を設立したのが始まりである。
同年10月から研究生公演を開始。スターティングメンバー5名の中には、小日向舞菜・海月らな（両名ともLinQに昇格）、神崎美晴（MAGICAL SPECに昇格）がおり、後々の昇格システムに繋がる礎を築いた。
さらに増員した研究生は、母体LinQの公演に参加したり独自のイベントを開催するなどして腕を磨いた。タレントの卵達にとって、活動の経験を積める貴重な場であった。そして第1期の活動は2015年末で事実上の終了。翌2016年秋から第2期として再開し、この体制は2018年4月上旬まで続いた。

### IQプロジェクト発足後（2018年4月 - 現在）
運営する『ジョブ・ネット』は、再活性化の目的で新たなアイドル部門の構築を目指し、2017年6月にIQプロジェクト（アイドル九州プロジェクト）を立ち上げる。大所帯であったLinQを一旦解体し再編成を行った。その一環としてジョブ・ネット研究生部門も再構築することになり、翌2018年4月、新たに「IQプロジェクト研究生」とリニューアルして新メンバー昇格オーディションを実施。同年7月に合格者を母体の「LinQ」、新設したグループ「HelloYouth」（ハローユース）に昇格させた。昇格が叶わなかったメンバーはそのまま残留し、同年秋より新体制の研究生公演を再開した。
以降、ジョブ・ネット研究生時代よりも広範囲に活動・活発化するようになり、独自の公演開催も増加。2019年にはオリジナルのシングル、2023年には初のアルバム作品もリリースしている。

## 昇格審査制度
社内審査期間を経て正規グループに昇格させる制度を採用しており、ほぼ2年おき前後の選考で定着している。運営責任者は、育成事業部プロデューサーの上原あさみ（元LinQ初代リーダー）が務める。
- ジョブ・ネット研究生時代には、2015年後半から半年間2度の選出で4名が昇格した。
- 2018年IQプロジェクト研究生設立時のオーディションで9名昇格。
- 2020年に約2年ぶりの昇格オーディションを開催[6]。同7月の選考審査開始から[7]、同12月に9名の昇格を発表[8]。
- 2022年末の選考審査では、2023年初頭に8名の昇格を発表した。さらに後日、追加選考にて昇格1名を決定している。
- 2024年初夏からの選考審査では、最終候補者を正規グループのツアーに帯同させ見習い試験する実践的な審査を導入。秋に昇格3名を発表した。

## 選抜ユニットBudLaB
BudLaB（バドラブ）とは、ジョブ・ネット研究生（現: IQプロジェクト研究生）から選抜したユニットの名称。
2014年10月に研究生による公演「Bud LaB」として発足し、そのままユニット名に定着したのが由来。正規グループに次ぐジュニア・ユニットの位置付けになっており、研究生が外部のイベントに参加する際に用いる別名でもある。名前の意味は「Bud = つぼみ、新しい芽」「LaB（Laboratory）= 実習室、実験する場所」を組み合わせた造語。

### 略歴
研究生からの選抜メンバーがBudLaBの名で、母体「LinQ」の天神ベストホールでの日曜公演などに参加。以降、原則隔週でLinQのオープニングアクトや各地のイベント等に出演、楽曲をリリースするなど選抜ユニットとして定着していった。そして昇格したメンバー達は、LinQ（リンク）の新メンバーとして巣立っている。ジョブ・ネット研究生体制下では、2期生までの変遷を経た。
IQプロジェクト体制下でも、研究生から月替わりで選抜されたメンバーが、これまで通り「BudLaB」の名義で母体の公演や各地のイベントに出演している。

## 公演期間
ジョブ・ネット研究生
- 第1期BudLaB公演（2014年10月 - 2015年12月）
- 第2期BudLaB公演（2016年12月 - 2018年4月）

IQプロジェクト研究生
- 1st公演「あの子はどっち!?」（2018年4月 - 7月）
- 2nd公演「みちのり」（2018年9月 - 2020年7月）
- 3rd公演「NORUKA！SORUKA！」（2020年7月 - 12月）
- 4th公演「みちのりⅡ」（2021年6月 - 2023年1月）
- 特別公演（2023年3月 - 5月）
- 5th公演「HOP！STEP！JUMP！」（2023年6月 - 2024年11月）
- 6th公演「夢KAKERU」（2024年12月 - ）

## メンバー
在籍は基本的に公演期ごとに区切っており、その都度メンバーの進退と新人補充の増減を図っている。
| 名前                           | 生年月日               | 出身地 | 加入期 | 備考                                |
| ------------------------------ | ---------------------- | ------ | ------ | ----------------------------------- |
| - 月野杏咲 - つきの あずさ     | 2007年2月3日（18歳）   | 大分県 | 3rd    | 天野なつダンサーズ                  |
| - 黒田さい - くろだ さい       | 2010年9月13日（14歳）  | 大分県 | 4th    | - LinQKIDS出身 - 姉はLinQの黒田れい |
| - 木崎沙紀 - きさき さき       | 2010年1月27日（15歳）  | 福岡県 | 5th    | 天野なつダンサーズ                  |
| - 市瀬四季 - いちのせ しき     | 2011年1月9日（14歳）   | 福岡県 | 5th    |                                     |
| - 葉月陽愛 - はづき ひより     | 2011年8月6日（13歳）   | 福岡県 | 5th    | 姉はMAGICAL SPECのHIMARI            |
| - 平野未季 - ひらの みき       | 2011年8月25日（13歳）  | 福岡県 | 5th    | LinQKIDS出身                        |
| - 宮岡ゆあ - みやおか ゆあ     | 2011年9月27日（13歳）  | 福岡県 | 5th    |                                     |
| - 有栖みこ - ありす みこ       | 2011年11月10日（13歳） | 福岡県 | 5th    | IQアイドル体験生2023選出            |
| - 七瀬りあ - ななせ りあ       | 2011年12月11日（13歳） | 佐賀県 | 5th    | 2024年8月追加入                     |
| - 夏目姫衣 - なつめ めい       | 2013年1月9日（12歳）   | 福岡県 | 5th    | IQアイドル体験生2023選出            |
| - 桃田菜瑚 - ももた なこ       | 2006年2月26日（19歳）  | 福岡県 | 6th    | IQアイドル体験生2024選出            |
| - 望月雫汐 - もちづき しお     | 2007年1月30日（18歳）  | 福岡県 | 6th    | IQアイドル体験生2024選出            |
| - 雪まい - ゆき まい           | 2009年9月25日（15歳）  | 福岡県 | 6th    | IQアイドル体験生2024選出            |
| - 松岡由莉 - まつおか ゆり     | 2011年1月13日（14歳）  | 宮崎県 | 6th    | 2025年4月追加入                     |
| - 花咲奈々未 - はなさき ななみ | 2012年2月28日（13歳）  | 福岡県 | 6th    |                                     |
| - 橋本彩愛 - はしもと あやめ   | 2013年2月14日（12歳）  | 福岡県 | 6th    | - 2025年4月追加入 - LinQKIDS出身    |

### 歴代の昇格者（卒業メンバー）
（数字は配属年。研究生の特筆性上、昇格以外の降板者は割愛）
- LinQ

2015年：岩本琴音・小日向舞菜
2016年：海月らな・瀬戸楓
2018年：涼本理央那・金子みゆ
2021年：大空莉子・黒田れい・有村南海
2023年：森斗咲羽・華山あかり
2024年：織多莉鈴・森山結友
- HelloYouth

2018年：小嶋ひより・花城玲奈・田仲笑茉・大島向葵・藤咲まりな・大葉みらい・平松聖菜
2023年：槙宮令乃・白雪夢乃・海月らん・宇咲妃奈乃・彩木美沙
- MAGICAL SPEC

2021年：朝日奈凛佳・野乃山桃未・神崎美晴
2023年：高光杏奈・櫻井あや
2024年：恋本みみ
- 結音 YUION

2021年：岩坂祐里・青山詩・橘杏來

## 主な沿革
- 2014年10月 - 研究生公演『Bud LaB』を開始。
- 2015年8月 - BudLaB名義で1stシングル「Rakuen」をリリース。同名義で「TOKYO IDOL FESTIVAL 2015」に初参加。
- 2018年3月 - BudLaB 2ndシングル「EVOLVE」をリリース。
- 2018年4月 - ジョブ・ネット研究生部門の体制を終了し、 IQプロジェクト研究生部門を新規設立[10]。1st公演期として正規グループ昇格審査を開始。
  - 7月29日 - 正規グループ昇格者9名を発表。
  - 9月 - 2nd公演が始動。
- 2019年8月10日 - 通算3枚目のIQP研究生デビューシングル「I'm OK♡」をリリース。
  - 8月24日 - 日本テレビ主催「汐留ロコドル甲子園2019」にて全国準優勝を受賞[11]。
  - 12月16日 - 日本ご当地アイドル活性協会が選ぶ『2019年下半期（第13回）アイドルセレクト10』に初選出[12]。
- 2020年 - 3rd公演が始動し、7月から約2年半ぶりに正規グループ昇格をかけた選考審査を開始。
  - 7月9日 - 『2020年上半期（第14回）アイドルセレクト10』に2期連続選出[13]。
  - 8月2日 - 「TOKYO IDOL FESTIVAL 2020全国選抜LIVE」にて、BudLaBが優勝。
  - 12月6日 - 選考審査最終公演にて、昇格者9名を発表。
  - 12月12日 - 4thシングル「LAMP」をリリース。
  - 12月22日 - 『2020年下半期（第15回）アイドルセレクト10』に3期連続選出[14]。
- 2021年4月29日 - 新メンバーが加入し、4th公演が始動。
  - 7月2日 - 『2021年上半期（第16回）アイドルセレクト10』に4期連続選出[15]。
  - 12月17日 - 『2021年下半期（第17回）アイドルセレクト10』に5期連続選出[16]
- 2022年5月28日 - 「TOKYO IDOL FESTIVAL 2022全国選抜LIVE」にて、BudLaBが2度目の優勝[17]。
  - 7月1日 - 『2022年上半期（第18回）アイドルセレクト10』に6期連続選出[18]。
  - 11月13日 - 約2年ぶりとなるIQプロジェクト昇格オーディションを開始。
- 2023年1月3日 - 正規グループ昇格者8名を発表。
  - 3月12日 - IQP研究生特別公演（5th公演期）より新体制始動。
  - 9月23日 - 追加選考にて、正規グループ昇格予定者1名を発表。
  - 10月21日 - 1stアルバム『IQ BOX～emblem～』をリリース。
  - 12月21日 - 『2023年下半期（第21回）アイドルセレクト10』に3期ぶり7回目の選出[19]。
- 2024年6月 - LinQおよびMAGICAL SPECの新メンバー昇格審査を開始。
  - 9月28日 - 審査結果にて、LinQ昇格2名を発表[20]。
  - 10月7日 - 審査結果にて、MAGICAL SPEC昇格1名を発表。
  - 12月1日 - 新メンバーが加入し、6th公演が始動。

## ディスコグラフィ

### アルバム
- 1st『IQ BOX～emblem～』（2023年10月21日、IQP Records）

### シングル
※（公式ではBudLaB名義から通算している）
BudLaB
- 1st「Rakuen」(2015年8月1日、LinQ Records)
- 2nd「EVOLVE」(2017年3月10日、LinQ Records)

IQP研究生
- 3rd「I'm OK♡」(2019年8月10日、IQP Records)
- 4th「LAMP」(2020年12月12日、IQP Records)